# Tamara Amhoff-Windeler
Heidrun Tamara Amhoff-Windeler (* 2. November 1945 in Berlin; † 20. Juni 2013 in Frankfurt am Main) war eine deutsche Fotografin und Modedesignerin.

## Leben und Werk
Sie wurde als Heidrun Amhoff geboren, wuchs in Köln auf und studierte Psychologie an der Universität Frankfurt am Main. Sie betätigte sich zwischen ihrem 25. und 35. Lebensjahr als Mannequin und Fotomodell für Firmen wie Cerruti, Arlette Berei, Vera Mont und andere. 
1980 begann sie, selbst zu fotografieren. Ab 1985 traten dabei Aktfotografien in den Vordergrund. Begonnen hat sie mit dem Thema Von Frau zu Frau und lichtete dabei ausschließlich Frauen ab. Später erweiterte sie ihr Repertoire: Das Thema „Mann“ und „Paar“ kam dazu. „Durch die Nacktheit offenbart sich die Seele und Sinnlichkeit des Menschen“, meinte sie zu ihren fotografischen Arbeiten. Sie bevorzugte Schwarz-Weiß-Aufnahmen und zeigte ihre Modelle ohne jegliche  nachträgliche  digitale Bildbearbeitung.  
Seit 1999 arbeitete sie an Fotobuchprojekten und ihre Arbeiten wurden in verschiedenen Zeitschriften veröffentlicht. 

## Veröffentlichungen
Fotobücher
- 2001: Von Frau zu Frau. Umschau/Braus, Frankfurt am Main 2001, ISBN 978-3-82956831-9.
- 2003: Two by Two. Kunstverlag Weingarten, Weingarten, ISBN 978-3-81702544-2.
- 2003: Hot Cheeks.  Edition Skylight, Anthologie, Zürich.
- 2003: Strip Session. ReiseArt Verlag, Anthologie, Weimar.
- 2003: Woman by Woman. Delius Verlag, Anthologie, Berlin.
- 2004: Voyeur Secrets. Edition Skylight, Anthologie, Zürich.
- 2004: Man. ReiseArt Verlag, Weimar, ISBN 978-3-93357284-4.

Kalender
- 2004: Selbst Bewußt Sein. Stadler, Konstanz.
- 2004: Men. Stadler, Konstanz.  (Ausgezeichnet mit Silver World Calendar Award, New York)
- 2005: Selbst Bewußt Sein. Stadler, Konstanz.
- 2006: Woman. Stadler, Konstanz. (Ausgezeichnet mit Golden World Calendar Award, New York)

Editionen
- 2001: Elefantös. Originalfotografien, Auflage 25 Exemplare, Edition Büchergilde artclub, Frankfurt am Main.